# Powiat Piski
Der Powiat Piski ist ein Powiat (Kreis) der Woiwodschaft Ermland-Masuren in Polen mit dem Sitz in Pisz (Johannisburg). Der Powiat hat eine Fläche von 1776,2 km², auf der rund 56.300 Einwohner leben.
Das Gebiet entspricht ungefähr dem früheren Landkreis Johannisburg.

## Gemeinden
Der Powiat Piski umfasst vier Stadt-und-Land-Gemeinden, deren gleichnamige Hauptorte das Stadtrecht besitzen:
Einwohnerzahlen vom 31. Dezember 2020
- Biała Piska (Bialla) – 11.534 Einwohner
- Orzysz (Arys) – 8830 Einwohner
- Pisz (Johannisburg) – 27.517 Einwohner
- Ruciane-Nida (Rudczanny und Nieden) – 7952 Einwohner

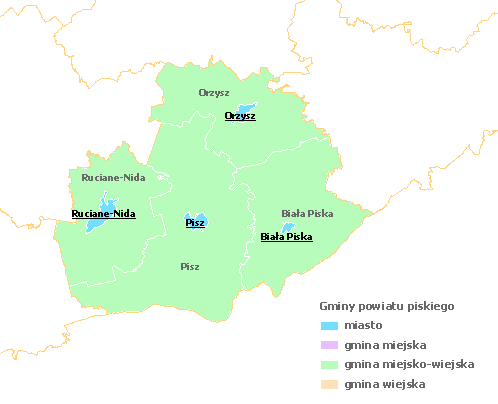
Die Gemeinden des Powiats

## Partnerschaft
Seit dem Jahre 2000 besteht zwischen dem Kreis Schleswig-Flensburg und dem Powiat Piski eine Partnerschaft.